# Vancouver Whitecaps (1974–84)
O original Vancouver Whitecaps foi uma equipe de futebol profissional fundada em 11 de dezembro de 1973. Durante as décadas de 1970 e 1980, eles jogaram na North American Soccer League (NASL).
Os Whitecaps daquela época incluíam jogadores internacionais como Alan Ball, Ruud Krol e Bruce Grobbelaar, mas também estrelas britânicas colombianas como Bobby e Sam Lenarduzzi, Buzz Parsons e Bruce Wilson .
Em 1979, a equipe  superou o New York Cosmos, em uma das mais emocionantes séries de playoffs da história da NASL, avançou para o Soccer Bowl de 1979 . Eles triunfaram contra o Tampa Bay Rowdies no Giants Stadium antes de uma multidão de 50.699 (66.843 ingressos foram vendidos para o jogo) .
Foi durante este curto período que o interesse do futebol atingiu o pico em Vancouver. O público do Whitecaps no Empire Stadium aumentou para 32.000. A equipe também gravou duas faixas, com "White is the color", tornando-se um sucesso nas rádios locais durante a corrida para o campeonato.
Depois de jogar no Empire Stadium de 32.000 lugares de Vancouver durante a maior parte de sua existência, a equipe mudou-se para o novíssimo estádio BC Place de 60.000 lugares em 1983.
A equipe também jogou futebol indoor durante a sua existência. O Pacific Coliseum serviu como campo de base para as temporadas indoor de 1980-81 e 1983-84 da NASL. No entanto, para a temporada de inverno de 1981-82, os Whitecaps usaram o PNE Agrodome, muito menor, quando o Pacific Coliseum ficou indisponível.
Com o subsequente desaparecimento da NASL em 1984, os Whitecaps, junto com muitas outras equipes na NASL, foram forçados a desistir.